# Sullom Voe
Sullom Voe är en vik i Storbritannien.   Den ligger i kommunen Shetlandsöarna och riksdelen Skottland, i den norra delen av landet, 1 000 km norr om huvudstaden London. Sullom Voe ligger utanför ön Mainland.